# マイク・ロマノ
マイケル・デスポート・ロマノ（Michael Desport Romano, 1972年3月3日 - ）は、アメリカ合衆国ルイジアナ州出身の元プロ野球選手（投手）。
韓国球界での登録名は、로마노（ロマノ）。

## 経歴
1993年のMLBドラフト3巡目でトロント・ブルージェイズに遊撃手として入団するが、肩の強さを買われてプロ入り後に投手にコンバートされた。
1999年9月5日、メジャーデビューを果たす。
その後、ミネソタ・ツインズ、アトランタ・ブレーブスのマイナーチームやメキシカンリーグでプレー。
2005年に広島東洋カープへ入団。スライダー系の速球とチェンジアップを軸にした投球で先発・中継ぎどちらもこなし、当時の広島投手陣の穴を埋める役割を果たすも、ハリケーン・カトリーナがルイジアナの自宅を直撃、自宅が水没する被害を受けたためシーズン途中で帰国。シーズン成績も振るわず、この年限りでの退団が濃厚と見られていたが、2006年から指揮を執るブラウン監督の意向もあり翌年もプレーすることとなった。しかし2006年は、前年以上に投球内容の不安定さが目立ち首脳陣の信頼を失ったため、シーズン終了後に解雇された。
オフの12月12日、韓国野球委員会のSKワイバーンズと契約し、広島時代の同僚だったケニー・レイボーンと再びチームメイトとなった。2007年は先発として12勝を挙げチームの韓国シリーズ初優勝に貢献し、アジアシリーズにも出場。決勝戦では8回途中からリリーフで登板するも、同点で迎えた9回に井端弘和に勝ち越しタイムリーを浴び、敗戦投手となった。チームが元阪神のダーウィン・クビアンと契約したことにより同年限りでクビ。

## 選手としての特徴・人物
最速150km/hのストレートにスライダー・カットボール・チェンジアップを投げる。
先発・中継ぎの両方をこなせる。
2006年5月28日に行われた日本ダービーにて勝ち馬予想を単勝で見事的中させた。
マーティ・ブラウン監督の有名なベース投げ事件の発端となった選手でもある。ロマノが判定に納得がいかず審判に暴言を吐いたため退場を宣告され、その後にブラウン監督が抗議してベース投げを行った。

## 詳細情報

### 年度別投手成績
| 年 度    | 球 団    | 登 板 | 先 発 | 完 投 | 完 封 | 無 四 球 | 勝 利 | 敗 戦 | セ 丨 ブ | ホ 丨 ル ド | 勝 率 | 打 者 | 投 球 回 | 被 安 打 | 被 本 塁 打 | 与 四 球 | 敬 遠 | 与 死 球 | 奪 三 振 | 暴 投 | ボ 丨 ク | 失 点 | 自 責 点 | 防 御 率 | W H I P |
| -------- | -------- | ----- | ----- | ----- | ----- | -------- | ----- | ----- | -------- | ----------- | ----- | ----- | -------- | -------- | ----------- | -------- | ----- | -------- | -------- | ----- | -------- | ----- | -------- | -------- | ------- |
| 1999     | TOR      | 3     | 0     | 0     | 0     | 0        | 0     | 0     | 0        | 0           | ----  | 28    | 5.1      | 8        | 1           | 5        | 0     | 0        | 3        | 1     | 0        | 8     | 7        | 11.81    | 2.44    |
| 2005     | 広島     | 27    | 8     | 0     | 0     | 0        | 5     | 4     | 1        | 0           | .556  | 320   | 73.1     | 65       | 12          | 36       | 1     | 1        | 48       | 4     | 4        | 39    | 37       | 4.54     | 1.38    |
| 2006     | 広島     | 31    | 17    | 1     | 0     | 0        | 5     | 9     | 0        | 2           | .357  | 474   | 103.2    | 122      | 19          | 45       | 2     | 4        | 65       | 4     | 0        | 80    | 65       | 5.64     | 1.61    |
| 2007     | SK       | 32    | 25    | 0     | 0     | --       | 12    | 4     | 0        | 0           | .750  | 651   | 146.1    | 158      | 9           | 67       | 0     | 5        | 81       |       |          | 72    | 60       | 3.69     | 1.54    |
| MLB：1年 | MLB：1年 | 3     | 0     | 0     | 0     | 0        | 0     | 0     | 0        | 0           | ----  | 28    | 5.1      | 8        | 1           | 5        | 0     | 0        | 3        | 1     | 0        | 8     | 7        | 11.81    | 2.44    |
| NPB：2年 | NPB：2年 | 58    | 25    | 1     | 0     | 0        | 10    | 13    | 1        | 2           | .435  | 794   | 177.0    | 187      | 31          | 81       | 3     | 5        | 113      | 8     | 4        | 119   | 102      | 5.19     | 1.51    |
| KBO：1年 | KBO：1年 | 32    | 25    | 0     | 0     | --       | 12    | 4     | 0        | 0           | .750  | 651   | 146.1    | 158      | 9           | 67       | 0     | 5        | 81       |       |          | 72    | 60       | 3.69     | 1.54    |

### 記録
NPB投手記録
- 初登板・初勝利：2005年4月3日、対読売ジャイアンツ3回戦（東京ドーム）、7回裏に4番手で救援登板、1回2/3を無失点
- 初奪三振：同上、7回裏に清原和博から空振り三振
- 初セーブ：2005年4月13日、対中日ドラゴンズ2回戦（豊橋市民球場）、10回裏に7番手で救援登板・完了、1回無失点
- 初先発・初先発勝利：2005年6月26日、対中日ドラゴンズ8回戦（広島市民球場）、6回2失点
- 初完投：2006年4月26日、対読売ジャイアンツ5回戦（広島市民球場）、5回4失点（雨天コールドでドロー）
- 初ホールド：2006年6月24日、対横浜ベイスターズ7回戦（広島市民球場）、7回表に2番手で救援登板、1回1/3を無失点

NPB打撃記録
- 初安打・初打点：2005年6月26日、対中日ドラゴンズ8回戦（広島市民球場）、3回裏に鈴木義広から右前適時打

### 背番号
- 46（1999年）
- 32（2005年）
- 30（2006年）
- 68（2007年）